# 天国の約束
『天国の約束』（てんごくのやくそく、Two Bits）は1995年製作のアメリカ合衆国の映画。『摩天楼を夢みて』のジェームズ・フォーリー監督作品。1930年代の大恐慌時代のアメリカの田舎町を舞台にしたヒューマン・ドラマである。
原題の「Two Bits」は英語で25セントを表す言葉であり、この映画に出てくる映画館の入場料を示している。

## ストーリー
1933年8月26日、南フィラデルフィアの田舎町に暮らす12歳のジェンナーロは、先日完成した映画館に足を運びたいと思っていたが、家が貧しいため、入場料の25セントを払うことすら難しかった。彼の祖父ガエタノは自分が死んだら25セントを遺すと約束するが、ジェンナーロは祖父に長生きしてほしいと考え、町で働くことにした。

## キャスト
| 役名             | 俳優                                                           | 日本語吹替                | 日本語吹替 |
| 役名             | 俳優                                                           | ソフト版                  | テレビ版   |
| ---------------- | -------------------------------------------------------------- | ------------------------- | ---------- |
| ガエタノ         | アル・パチーノ                                                 | 納谷悟朗                  |            |
| ジェンナーロ     | ジェリー・バローン アレック・ボールドウィン(成人時/ナレーター) | 津村まこと 牛山茂(成人時) |            |
| ルイザ           | メアリー・エリザベス・マストラントニオ                         | 一柳みる                  |            |
| ブルーナ医師     | アンディ・ロマーノ                                             | 田原アルノ                |            |
| ブルーナ夫人     | ドナ・ミッチェル                                               | 前田敏子                  |            |
| 商店主           |                                                                | 池田勝                    |            |
| カルネラおばさん | メアリー・ルー・ロサト                                         | 竹口安芸子                |            |
| グエンドリーナ   | ジョアナ・マーリン                                             | 瀬畑奈津子                |            |
| トゥリオ         | パトリック・ボリエロ                                           | 遠藤勝代                  |            |
|                  | ジョフリー・ピアソン                                           |                           |            |
|                  | チャーリー・スカリーズ                                         |                           |            |
|                  | ローズマリー・ド・アンゲリス                                   |                           |            |
|                  | ロナルド・マクラーティ                                         |                           |            |

その他日本語吹き替え（VHS/DVD版）：田村勝彦、沢りつお、幸田夏穂、岡本章子、高瀬右光、火野カチコ